# Donald Ramotar
Donald Rabindranauth Ramotar (Caria Caria, 22 ottobre 1950) è un politico guyanese.

## Biografia
Nato in un villaggio sul fiume Essequibo da una famiglia di origini indiane, si è laureato in economia dopo aver studiato in Unione Sovietica. Rientrato in Guyana, si è unito al Partito Progressista del Popolo e negli anni ne è diventato uno dei membri di spicco.
Alla morte del Segretario Generale del partito e presidente della Guyana Cheddi Jagan nel 1997, Ramotar gli è subentrato come segretario generale, rimanendo in carica fino al 2011. Allo scadere del secondo mandato presidenziale di Bharrat Jagdeo, non potendosi egli ripresentare per i limiti imposti dalla costituzione guyanese, Ramotar si è candidato come nuovo presidente, venendo confermato alle elezioni del 2011.
Pur avendo ottenuto una solida maggioranza popolare, la presidenza di Ramotar non deteneva la maggioranza in parlamento, appannaggio del partito rivale del Congresso Nazionale del Popolo, che infatti lo sconfisse alle successive elezioni presidenziali del 2015. Ramotar ha quindi rimesso il proprio mandato al neoeletto David A. Granger. Nonostante i poteri limitati, Ramotar è comunque riuscito ad instaurare collaborazioni favorevoli tra la Guyana ed importanti enti sovranazionali come l'Unione Europea.